# Grižane-Belgrad
Grižane-Belgrad je jedno od četiri naselja u Vinodolskoj općini.

## Zemljopis
Naselje se nalazi u Vinodolu, četiri kilometra sjeveroistočno od Crikvenice smješteno pod ruševinama frankopanskog grada i krševitih litica “Griža” po kojima su i dobile ime.  

## Stanovništvo
Godine 2001. imalo je 840 stanovnika.
| Broj stanovnika po popisima | Broj stanovnika po popisima | Broj stanovnika po popisima | Broj stanovnika po popisima | Broj stanovnika po popisima | Broj stanovnika po popisima | Broj stanovnika po popisima | Broj stanovnika po popisima | Broj stanovnika po popisima | Broj stanovnika po popisima | Broj stanovnika po popisima | Broj stanovnika po popisima | Broj stanovnika po popisima | Broj stanovnika po popisima |
| --------------------------- | --------------------------- | --------------------------- | --------------------------- | --------------------------- | --------------------------- | --------------------------- | --------------------------- | --------------------------- | --------------------------- | --------------------------- | --------------------------- | --------------------------- | --------------------------- |
| 1857                        | 1869                        | 1880                        | 1890                        | 1900                        | 1910                        | 1921                        | 1931                        | 1948                        | 1953                        | 1961                        | 1971                        | 1981                        | 1991                        |
| 243                         | 274                         | 287                         | 389                         | 405                         | 443                         | 320                         | 273                         | 149                         | 141                         | 137                         | 144                         | 140                         | 153                         |

| broj stanovnika | 2632  | 3151  | 3294  | 3501  | 3789  | 3931  | 3394  | 2773  | 1689  | 1581  | 1295  | 1197  | 987   | 889   | 840   | 953   | 818   |
|                 | 1857. | 1869. | 1880. | 1890. | 1900. | 1910. | 1921. | 1931. | 1948. | 1953. | 1961. | 1971. | 1981. | 1991. | 2001. | 2011. | 2021. |

## Povijest
Stari je grad oštećen 1323. godine kada je Vinodol zadesio jak potres. U 15. stoljeću dograđene su okrugle kule, a danas su vidljivi samo ostaci nekada slavnog kaštela Gradina Grižane. Griški kaštel imao je nepravilan oblik četverokuta, s okruglim kulama, a ta je nepravilnost uzrokovana specifičnim terenom. Tu je stolovao knez Martin koji je utemeljio primorsku luku koja je dobila ime Crikvenica. Do teritorijalne reorganizacije u Hrvatskoj nalazilo se u sastavu stare općine Crikvenica. Kao samostalno naseljeno mjesto, Grižane-Belgrad postoji od popisa 2001. godine. Nastalo je spajanjem bivših naselja Antovo, Barci, Baretići, Bašunje Vele, Belgrad, Blaškovići, Dolinci, Franovići, Grižane, Kamenjak, Kostelj, Marušići, Mavrići, Miroši, Saftići i Šarari.

## Poznate osobe
- Julije Klović (* 1498. – † 1578.), hrvatski slikar i minijaturist
- Antun Barac (* 1894. – † 1955.), hrvatski književni kritičar

Roditelji argentinskoga kardinala hrvatskoga porijekla Estanislava Estebana Karlica su iz Grižana.

## Gospodarstvo
Stanovništvo se bavi vinogradarstvom i turizmom, a posljednjih se godina uređuju stare kamene kuće uređene u autohtonom primorskom stilu. Od voća se još uzgajaju trešnje.

## Spomenici i znamenitosti
- Gradina Grižane
- Gradina Badanj, zaštićeno kulturno dobro Republike Hrvatske
- Crkva Majke Božje Snježne u Belgradu
- Crkva sv. Martina
- Malikova špilja

## Kultura
- Kuća Klović – muzej posvećen Juliju Kloviću

## Vanjske poveznice
- Turistička zajednica Vinodol, Grižane  Arhivirana inačica izvorne stranice od 20. kolovoza 2012. (Wayback Machine)